# Brill (förlag)
Brill (holländska: Koninklijke Brill NV), är ett vetenskapligt bokförlag grundat 1683 i Leyden, Nederländerna, noterat på NYSE Euronext. Brill förlägger årligen över 100 vetenskapliga tidskrifter, och runt 500 nya böcker och uppslagsverk inom områdena:
- Mellanösterns och Egyptens historia
- Asiatiska och islamiska studier
- Medeltidens och nutidens historia
- Religionsvetenskap
- Den klassiska antiken
- Samhällsvetenskap
- Konsthistoria
- Naturvetenskap och biologi
- Mänskliga rättigheter
- Internationell rätt

## IDC Publishing
I januari 2006 köpte förlaget upp Inter Documentation Company (IDC) grundat av Henri de Mink, också baserat i Leiden.
IDC publishing utgör idag en egen gren, som tillhandahåller de viktigaste online- och mikrofilmskällorna av primärlitteratur för vetenskapsmän inom historia och samhällsvetenskap.